# Gymnoscelis imparatalis
Gymnoscelis imparatalis är en fjärilsart som beskrevs av Walker 1865. Gymnoscelis imparatalis ingår i släktet Gymnoscelis och familjen mätare. Inga underarter finns listade i Catalogue of Life.